# Eduard Mulder
Eduard Mulder (Rotterdam, 7 de julho de 1832 – Utrecht, 8 de março de 1924) foi um químico neerlandês.

## Vida
Filho de Gerardus Johannes Mulder e sua mulher Wilhelmina van Rossem. Em 3 de agosto de 1849 matriculou-se na Universidade de Utrecht para estudar química. Obteve um doutorado em 21 de novembro de 1853 com a tese Historisch-kritisch overzigt van de bepalingen der aequivalent-gewigten van 13 eenvoudige ligchamen (Historisch Kritische Übersicht der Vorschriften zur Bestimmung der Äquivalentgewichte von 13 einfachen Körpern). Em 1854 foi lector de química na Academia Real de Delft.
Depois de lançar uma base para publicações de artigos sobre química nos Países Baixos com sua obra em três volumes Scheikundige aanteekeningen, foi cofundador em 1882 com Antoine Paul Nicolas Franchimont, Willem Anne van Dorp (1847–1914), Sebastian Hoogewerff (1847–1934) e Antoon Cornelis Oudemans (1858–1943) do periódico Recueil des travaux chimiques des Pays-Bas. Em 1875 foi membro da Academia Real das Artes e Ciências dos Países Baixos e aposentou-se em 17 de julho de 1902.

## Publicações selecionadas
- De guano in hare geschiedenis, bestanddeelen samenstelling, onderzoek en gebruik. Utrecht 1855
- Titreermethode van Penny-Strong. In: Scheikundige aanteekeningen. 1857, 1. Bd.
- Bereiding van overmangaanzure potasch. In: Scheikundige aanteekeningen. 1857, 1. Bd.
- De Indigo uit een scheikundig oogpunt beschouwd. Rotterdam 1858 (Online); und In: Scheikundige aanteekeningen. 1859, 2. Bd.
- Ontleding von H2O door S etc. In: Scheikundige aanteekeningen. 1859, 2. Bd.
- Weeke et elast. Zwavel. In: Scheikundige aanteekeningen. 1859, 2. Bd.
- Verhoud. v. diastase tegenover eiwitstoffen. In: Scheikundige aanteekeningen. 1859, 2. Bd.
- Opsporing v. P in gevallen van vergiftiging. In: Scheikundige aanteekeningen. 1859, 2. Bd.
- Natuurlijk et kunstmatig phosphoresceeren van visschen. In: Scheikundige aanteekeningen. 1859, 2. Bd.
- Methoden twer koolstof-bepaling van ijzer. In: Scheikundige aanteekeningen. 1864, 3. Bd.
- De vorming van storende neven-prod. Bij de N-bepaling naar Will et Varrentrapp. In: Scheikundige aanteekeningen. 1864, 3. Bd.
- Methoden ter bepal. Van koper, indigo, etc. In: Scheikundige aanteekeningen. 1864, 3. Bd.
- Verhoud. van cellulose tegenover bases. In: Scheikundige aanteekeningen. 1864, 3. Bd.
- Spectra von P, S, Se. In: Journal für praktische Chemie. 1864, 91. Bd.
- Verbindungen und Substitutsprodukte des Acetons. In: Journal für praktische Chemie. 1864, 91. Bd.
- Ueber Trisulfocarbonsäure-Acetonium. In: Journal für praktische Chemie. 1867, 101. Bd.
- Sulfocarbamine und Salze derselben. In: Journal für praktische Chemie. 1868, 103. Bd.
- Derivate des Acetons. In: Zeitschrift für Chemie. 1868, 4. Bd.
- De methode bij scheikundig onderzoek te volgen opgespoord uit de geschiedenis. Utrecht 1868
- Leerbock der zuivere en toegepaste scheikunde. Delft 1864–1865, 2. Bde., Amsterdam 1869 (2. Bd. Online)
- Oxysulfocarbaminsaures Ammonium und Einwirkung von Benzaldehyd. In: Zeitschrift für Chemie. 1869, 3. Bd.
- Elektrothermische Methode zur Analyse und Synthese. In: Zeitschrift für Chemie. 1871, 7. Bd.
- Allantoin. In: Annalen der Chemie und Pharmacie. 1871, 159. Bd.
- Geschwindigkeit der Molecularbewegung und des Schalles in Gasen. Utrecht 1870 auch In: Annalen der  Physik. 1870
- Chlorderivate des Acetons. In: Berichte der Deutschen Chemischen Gesellschaft. 1872, 5. Bd.
- Diglyeolamidosäurediuramid. In: Berichte der Deutschen Chemischen Gesellschaft. 1872, 5. Bd.
- Vorles. Versuche mit dem Thermoanalysator. In: Berichte der Deutschen Chemischen Gesellschaft. 1872, 5. Bd.
- Metallderivate und Structurformel von Cyanamid. In: Berichte der Deutschen Chemischen Gesellschaft. 1873, 6. Bd.
- Einwirkungen von Ammoniak auf Bromacetylharnstoff. In: Berichte der Deutschen Chemischen Gesellschaft. 1873, 6. Bd.
- Silberharnstoff. In: Berichte der Deutschen Chemischen Gesellschaft. 1873, 6. Bd.
- Synthes von Harnsäure & über Isoharnsäure. In: Berichte der Deutschen Chemischen Gesellschaft. 1873, 6. Bd.
- Einwirkungen von trisulfocarbonsaurem und sulfocarbaminsaurem Ammoniak auf Aldehyde und Acetone. In: Justus Liebig's Annalen der Chemie und Pharmacie. 1873, Bd. 168.
- Gesetz der multiplen Drehungen. In: Berichte der Deutschen Chemischen Gesellschaft. 1874, 7. Bd.
- Cyanamid. In: Berichte der Deutschen Chemischen Gesellschaft. 1874, 7. Bd.
- Derivate von Harnstoff & Guanidin. In: Berichte der Deutschen Chemischen Gesellschaft. 1875, 8. Bd.
- Uroxansäure & Allantoxans. In: Berichte der Deutschen Chemischen Gesellschaft. 1875, 8. Bd.
- Derivés etc. de l’acide urique. In: Nederlandsch Archief voor Genees- en Natuurkunde. Utrecht 1875, 10. Bd.
- Ueber β-Guanidopropions. In: Berichte der Deutschen Chemischen Gesellschaft. 1876, 9. Bd.
- Monomoleculare Volumeneinheit für Gase und Dämpfe. In: Berichte der Deutschen Chemischen Gesellschaft. 1877, 10. Bd.
- Einwirkungen von Unterchlorigsäureanhydrid auf Aethylen. In: Berichte der Deutschen Chemischen Gesellschaft. 1878, 11. Bd.
- Synthése de cyanacétylurées & murexoine. In: Bulletin de la Société Chimique de France. Paris, 1878, 3. Bd.
- Zur Kenntniss der Ureide. 1879, 12. Bd.
- Synthese von Dimethylbarbitursäure. In: Berichte der Deutschen Chemischen Gesellschaft. 1879, 12. Bd.
- Wirkung von Zinkäthyl auf Weinsäureäthyl. In: Berichte der Deutschen Chemischen Gesellschaft. 1881, 14. Bd.
- Wirkungen von Brom auf Uramil. In: Berichte der Deutschen Chemischen Gesellschaft. 1881, 14. Bd.
- Bijdrage tot de kennis van normaal cyaanzuur. 1881
- Over een effluve-ozonometer en ontledingssnelheid van ozon. 1885
- Over een additie-product van N. Cyaanzuur aethyl met broomcyaan. 1885
- Bijdrage tot de kennis van normaal cyaanzuur en afgeleiden. 1886
- Over urethaan en eenige afgeleiden en over de structuur van pancyaan en cyamelid. 1887
- Wijnsteenzuur aethyl in zijne verhouding tot natrium- en kalium-aethylaat. 1890
- Over en verbinding afgeleid van wijnsteenzuur. 1891
- Over een ketonverbindung afgeleid van wijnsteenzuur. Amsterdam 1893
- Vervolg van het onderzoek betreffende het ketonzuur afgeleid van wijnsteenzuur, en over het parabrandigdruivenzuur. Amsterdam 1894
- Over den nadeeligen invloed van zwaveligzuur der vlam van steenkoolgas op de bepaling in hoeveelheid van eenige lichamen, en over de methode om daarin te voorzien. 1895
- Over verbindingen afgeleid van wijnsteenzuur en parabrandigdruivenzuur. 1895
- Over het peroxy-salpeterzuur zilver en een zilverbioxyde. 1897
- Over peroxy-zwavelzuur zilver en peroxy-azijnzuur zilver. Amsterdam 1899
- Over peroxy-azijnzuur zilver en, als vervolg, over peroxyzwavelzuur zilver. Amsterdam 1900
- Electrolyse van eenige zilver-zouten, en over de reactie van waterstofsuperoxyde met zilveroxyde, zilverbioxyde, enz.. Amsterdam 1903